# كوري ديفيس
كوري ديفيس (بالإنجليزية: Corey Davis) هو لاعب كرة قدم أمريكية أمريكي، ولد في 14 يوليو 1985 في لينووود في الولايات المتحدة.